# Brecha de energía
En física del estado sólido, una brecha de energía (en inglés, energy gap) es un rango de energía en un sólido donde no existen estados electrónicos, es decir, un rango de energía donde la densidad de estados desaparece. 
Especialmente en la física de la materia condensada, una brecha de energía a menudo se conoce de manera más abstracta como una brecha espectral, un término que no necesita ser específico para electrones o sólidos. 

## Brecha de banda
Si existe una brecha de energía en la estructura de bandas de un material, se denomina banda prohibida. Las propiedades físicas de los semiconductores están determinadas en gran medida por sus espacios de banda, pero también para los aislantes y metales la estructura de la banda, y por lo tanto cualquier posible espacio de banda, gobierna sus propiedades electrónicas.

## Brecha de energía superconductora
Para los superconductores, la brecha de energía es una región de densidad suprimida de estados alrededor de la energía de Fermi, con el tamaño de la brecha de energía mucho menor que la escala de energía de la estructura de bandas. La brecha de energía superconductora es un aspecto clave en la descripción teórica de la superconductividad y, por lo tanto, ocupa un lugar destacado en la teoría BCS. Aquí, el tamaño de la brecha de energía indica la ganancia de energía para dos electrones tras la formación de un par de Cooper. Si un material superconductor convencional se enfría de su estado metálico (a temperaturas más altas) al estado superconductor, entonces la brecha de energía superconductora está ausente por encima de la temperatura crítica  {\displaystyle T_{c}}, comienza a abrirse al entrar en el estado superconductor en  {\displaystyle T_{c}} y crece al enfriarse aún más. La teoría BCS predice que el tamaño {\displaystyle \Delta } de la brecha de energía superconductora para superconductores convencionales a escalas de temperatura cero con su temperatura crítica {\displaystyle T_{c}} : {\displaystyle \Delta (T=0)=1.764\,k_{B}T_{c}} (con constante de Boltzmann {\displaystyle k_{B}}). 

## Pseudobrecha
Si la densidad de estados se suprime cerca de la energía de Fermi pero no desaparece por completo, esta supresión se llama pseudobrecha. Los pseudogaps se observan experimentalmente en una variedad de clases de materiales; un ejemplo destacado son los superconductores de cuprato de alta temperatura.

## Espacio duro frente a espacio suave
Si la densidad de estados desaparece en un rango de energía extendido, esto se denomina brecha dura. Si, en cambio, la densidad de estados desaparece exactamente solo para un valor de energía único (mientras se suprime, pero no desaparece para los valores de energía cercanos), entonces esto se denomina brecha suave. Un ejemplo prototípico de una brecha blanda es la brecha de Coulomb que existe en los estados de electrones localizados con la interacción de Coulomb.